# Торекампо
Торекампо (на испански: Torrecampo) е населено място и община в Испания. Намира се в провинция Кордоба, в състава на автономната област Андалусия. Общината влиза в състава на района (комарка) Вале де лос Педрочес. Заема площ от 197 km². Населението му е 1291 души (по преброяване от 2010 г.).

## География
Разстоянието до административния център на провинцията, Кордоба, е 104 km. В районът на селото преобладават пасища, покрити с дъб, а на някои места има красиви галерийни гори покрай реките. В района на селището няма реки, но в близост до селото има редица потоци: Аройо де Ромпереза, Аройо де Тамухосо, Аройо де Гуадамора и Аройо дел Ланчарехо, всяка с различни притоци. Път A-435 свързва града с Педроче на югозапад и с Пуертолано в автономната област Кастилия-Ла Манча на североизток. Други малки пътища водят до Конкиста на югоизток, Вилянуева де Кордоба на юг и Ел Гихо на запад.

## Демография
| 1996 | 1998 | 1999 | 2000 | 2001 | 2002 | 2003 | 2004 | 2005 | 2006 |
| ---- | ---- | ---- | ---- | ---- | ---- | ---- | ---- | ---- | ---- |
| 1436 | 1417 | 1417 | 1416 | 1410 | 1424 | 1408 | 1396 | 1355 | 1320 |

## Име
Името произлиза от Средновековието. По онова време ел Торе се отнася за хълм, който се е използвал и като стражеви пост. С течение на времето там се заселват някои земеделци. Torrecampo може да се предаде като поле с кула. 